# Agua Dulce (Veracruz)
Agua Dulce es una localidad del estado mexicano de Veracruz. Es cabecera del municipio de Agua Dulce.

## Demografía
| Censo | Población |
| ----- | --------- |
| 1990  | 38 490    |
| 1995  | 39 921    |
| 2000  | 37 901    |
| 2005  | 37 987    |
| 2010  | 36 079    |
| 2020  | 33 986    |